# يوهانس فوشر
يوهانس فوشر (بالألمانية: Johannes Focher)‏ (20 يناير 1990 بهام في ألمانيا - ) هو لاعب كرة قدم ألماني في مركز حراسة المرمى. لعب مع بوروسيا دورتموند 2 وبوروسيا دورتموند وشتورم غراتس.

## وصلات خارجية
- يوهانس فوشر على موقع قاعدة بيانات كرة القدم.إي يو (الإنجليزية)
- يوهانس فوشر على موقع بيانات كرة القدم. دي إي (الألمانية)
- يوهانس فوشر على موقع عالم كرة القدم.نت (الإنجليزية)